# Інкерманська міська рада
Інкерма́нська міська́ ра́да — адміністративно-територіальна одиниця та орган місцевого самоврядування у складі Бахчисарайського району АРК. Адміністративний центр — місто Інкерман.

## Загальні відомості
- Територія ради: 2 км²
- Населення ради: 12 023 особи (станом на 1 липня 2013 року)

## Населені пункти
Міській раді підпорядковані населені пункти:
- м. Інкерман

## Склад ради
Рада складається з 30 депутатів та голови.
- Голова ради: Конопльов Валерій Валерійович
- Секретар ради: Віноградов Андрій Миколайович

### Керівний склад попередніх скликань
| Прізвище, ім'я, по батькові   | Основні відомості                                                                           | Дата обрання | Дата звільнення |
| ----------------------------- | ------------------------------------------------------------------------------------------- | ------------ | --------------- |
| Буртовой Микола Миколайович   | Міський голова, 1955 року народження, член Соціал-демократичної партії України (об'єднаної) | 26.03.2006   | 31.10.2010      |
| Конопльов Валерій Валерійович | Міський голова, 1967 року народження, освіта вища, член Партії регіонів                     | 31.10.2010   |                 |

Примітка: таблиця складена за даними сайту Верховної Ради України

### Депутати
За результатами місцевих виборів 2010 року депутатами ради стали:

#### За суб'єктами висування
| Суб'єкт висування                 | Кількість обраних депутатів | %    |
| --------------------------------- | --------------------------- | ---- |
| Партія регіонів                   | 23                          | 76,7 |
| Комуністична партія України       | 3                           | 10   |
| Партія «Руський блок»             | 2                           | 6,7  |
| Політична партія «Сильна Україна» | 2                           | 6,7  |

#### За округами
| № округу                          | Прізвище, ім'я, по батькові        | Дата визнання обраним | Освіта  | Партійна приналежність                  | Відомості про обраного депутата                                                                                                |
| --------------------------------- | ---------------------------------- | --------------------- | ------- | --------------------------------------- | --- |
| Комуністична партія України       |                                    |                       |         |                                         | |
| б/м                               | Софронов Володимир Костянтинович   | 04.11.2010            | вища    | член Комуністичної партії України       | ЧП «Терра-Південь», директор                                                                                                   |
| б/м                               | Власкін Анатолій Іванович          | 04.11.2010            | вища    | член Комуністичної партії України       | КП «Феодора», директор |
| 3                                 | Гаврилова Ірина Вікторівна         | 14.11.2010            | вища    | член Комуністичної партії України       | Філіал ЖБІ ТОВ «Пінобетон», заступник директора по збуту                                                                       |
| Партія регіонів                   |                                    |                       |         |                                         | |
| б/м                               | Васільєва Любов Михайлівна         | 04.11.2010            | вища    | член Партії регіонів                    | пенсіонер |
| б/м                               | Філіппов Євген Анатолійович        | 04.11.2010            | вища    | член Партії регіонів                    | ТОВ «Інкерманський завод марочних вин», комерційний директор                                                                   |
| б/м                               | Сентищева Олена Олексіївна         | 04.11.2010            | середня | член Партії регіонів                    | пенсіонер |
| б/м                               | Єлізаров Володимир Ігорович        | 04.11.2010            | вища    | позапартійний                           | Приватне підприємство «Запорізька Січ», директор                                                                               |
| б/м                               | Овчиннікова Євгенія Сергіївна      | 04.11.2010            | вища    | позапартійна                            | Філія Московського державного університету ім. М. Ломоносова, викладач                                                         |
| б/м                               | Виноградов Андрій Миколайович      | 04.11.2010            | вища    | член Партії регіонів                    | Севастопольська міська державна адміністрація, головний спеціаліст                                                             |
| б/м                               | Самойленко Олександр Володимирович | 04.11.2010            | середня | позапартійний                           | ПП Самойленко В. Г., адміністратор                                                                                             |
| б/м                               | Волкова Олена Віталіївна           | 04.11.2010            | середня | член Партії регіонів                    | приватний підприємець |
| б/м                               | Кодік Дмитро Леонідович            | 04.11.2010            | середня | позапартійний                           | приватний підприємець |
| 1                                 | Губко Світлана Степанівна          | 04.11.2010            | середня | член Партії регіонів                    | пенсіонер |
| 2                                 | Устінов Павло Валерійович          | 04.11.2010            | середня | член Партії регіонів                    | Севастопольський національний технічний університет, студент                                                                   |
| 4                                 | Конишева Гаяне Петросівна          | 04.11.2010            | вища    | член Партії регіонів                    | Інкерманська міська рада, секретар                                                                                             |
| 5                                 | Білоброва Оксана Володимирівна     | 04.11.2010            | середня | член Партії регіонів                    | Міська лікарня № 6, медична сестра                                                                                             |
| 6                                 | Жуков Максим Анатолійович          | 04.11.2010            | вища    | член Партії регіонів                    | Севастопольський національний університет ядерної енергії та промисловості, викладач фізичного виховання                       |
| 7                                 | Бляхарська Ольга Олексіївна        | 04.11.2010            | середня | член Партії регіонів                    | Севастопольська дирекція управління державного підприємства поштового зв'язку «Укрпошта», начальник відділу зв'язку «Інкерман» |
| 8                                 | Малихова Ніна Федорівна            | 04.11.2010            | вища    | член Партії регіонів                    | приватний підприємець |
| 9                                 | Абакшина Людмила Вікторівна        | 04.11.2010            | вища    | член Партії регіонів                    | Центральна бібліотека системи для дорослих, завідувачка філії № 16                                                             |
| 10                                | Бондар Ольга В'ячеславівна         | 04.11.2010            | вища    | член Партії регіонів                    | загальноосвітня школа № 12, директор                                                                                           |
| 11                                | Мартинюк Марина Павлівна           | 04.11.2010            | середня | член Партії регіонів                    | приватний підприємець |
| 12                                | Царьова Олена Владиславівна        | 04.11.2010            | вища    | член Партії регіонів                    | ТОВ "Даймос, адміністратор |
| 13                                | Арбузова Лариса Миколаївна         | 04.11.2010            | вища    | член Партії регіонів                    | Севастопольська міська рада, помічник депутата                                                                                 |
| 14                                | Маркушин Геннадій Костянтинович    | 04.11.2010            | вища    | член Партії регіонів                    | школа-інтернат № 6, директор                                                                                                   |
| 15                                | Деркунська Тетяна Олексіївна       | 04.11.2010            | вища    | член Партії регіонів                    | загальноосвітня школа № 12, вчитель                                                                                            |
| Партія «Руський блок»             |                                    |                       |         |                                         | |
| б/м                               | Бебнев В'ячеслав Борисович         | 04.11.2010            | середня | член партії «Руський блок»              | МПП «Ажур», директор |
| б/м                               | Швачкін Максим Євгенович           | 04.11.2010            | вища    | член партії «Руський блок»              | приватний підприємець |
| Політична партія «Сильна Україна» |                                    |                       |         |                                         | |
| б/м                               | Красота Олексій Омелянович         | 04.11.2010            | вища    | член Політичної партії «Сильна Україна» | тимчасово не працює |
| б/м                               | Еремкін Олександр Володимирович    | 04.11.2010            | вища    | член Політичної партії «Сильна Україна» | ПП"Правова система-М", директор                                                                                                |